# 滝波宏文
滝波 宏文（たきなみ ひろふみ、1971年〈昭和46年〉10月20日 - ）は、日本の政治家、財務官僚。自由民主党所属の参議院議員（3期）、農林水産副大臣。
経済産業大臣政務官、参議院農林水産委員長を歴任。

## 来歴
福井県出身。大野市立下庄小学校、大野市立陽明中学校、福井県立大野高等学校、東京大学法学部卒業。
1994年、大蔵省に入省した。配属先は大臣官房秘書課。
1995年5月、大臣官房秘書課調査係長心得。
1998年6月、アメリカ合衆国シカゴ大学大学院公共政策学科を修了し、修士号を取得。帰国後は法務省刑事局、内閣官房への出向も経て、主計局総務課長補佐（歳入・国債係主査）や主計局主計官補佐（厚生労働第五係主査）、大臣官房秘書課人事企画室長兼秘書課首席監察官、大臣官房文書課広報室長、大臣官房信用機構課機構業務室長等を歴任。
2005年、米国公認会計士（US CPA）試験に合格。
2009年から、スタンフォード大学で客員研究員を務めた。
2012年12月、財務省を退官。
2013年の第23回参議院議員通常選挙に自由民主党公認で福井県選挙区から出馬し、参議院福井選挙区で過去最高の得票率70.59％にて初当選した。公認決定において福井県連は公募制を初めて採用。公募に応募した3人から党員投票により、滝波宏文が他候補に大差（次点者の3倍）で選出された。6月22日麻生副総理福井入りの際「候補者選びの党員選挙をやった結果、仲が割れただろう。隠したって駄目」とくぎを刺して聴衆を沸かせ「党総裁選後の党本部はきっちりまとまった。」と結束を呼び掛けた。
2017年12月に自民党福井県連の県連会長人事に高木毅、稲田朋美と共に異議を申し立てたことから、「造反者を公認するわけにはいかない」との県連会長の意向で、党本部への公認申請の上申が認められなかった。その後、2018年11月の執行部会で滝波が謝罪をしたことから、県連会長の山崎正昭らが公認上申を認め、2019年の第25回参議院議員通常選挙において福井県選挙区の公認を得られることとなった。
2018年10月より、第4次安倍改造内閣において、経済産業大臣政務官就任。
2019年参議院議員2期目当選。
2021年7月に、スタンフォード大学客員研究員時代から取り組んで来た研究(日米金融危機対応の比較分析)の完成により、早稲田大学大学院より博士号を取得。
2022年8月、自民党 水産部会長に就任。
2023年10月、参議院農林水産委員長に就任。
2024年7月25日、翌年7月の第27回参議院議員通常選挙の福井県選挙区公認候補として擁立することが自民党から発表された
2024年11月13日、農林水産副大臣に就任。
2025年7月20日の参院選投開票の結果、3期目の当選を果たした。

## 政策・主張

### 産業政策

#### 産業技術総合研究所の福井県内への誘致
- 令和初の経済産業省の報告書となった「グローカル成長戦略」[12]をとりまとめ、国立研究開発法人の産業技術総合研究所（産総研）の「次世代地域センター」案を提唱。拠点のない北陸への拠点誘致に尽力し[13]、2023年5月21日に、産総研12番目の拠点となる「北陸デジタルものづくりセンター」（坂井市）が開所[14]。名称は、IoTを重視する発言を続けてきた滝波の考え方に基づいてつけられた[15]。IoTの和訳は「モノのインターネット」であるが、工業（ものづくり）とデジタルとの掛け合わせが今後求められるとして、経済産業省により命名された。
- 福井県は繊維産業を中心に長年盛んな工業と、デジタルとの掛け合わせを訴え、地元産業を高付加価値化する挑戦的なものづくり技術の開発を支援する拠点として位置付ける。
- 産総研は開所2年にして拡張されることが決まり、現在のセンターと旧春江工高グラウンド跡に「連携活動用新棟」を建設する。センター拡張はもともと福井県が重点提案・要望の一つに位置づけており、中村保博副知事が経済産業省へ要望を重ね、滝波をはじめとした国会議員が支援してきた[16]。

#### 国宝指定の推進
- 「あなたの街にも国宝を」議員連盟の事務局長を務めており、「戦前の国宝の多くが連合国軍総司令部（GHQ）の方針で重要文化財となっている。再び国宝に戻すことで地域の誇りとなる」と指摘[17]し、地域資源の活用と観光振興を推進している。
- 議連の中では丸岡城（福井県坂井市）の国宝指定など、自治体からの訴えが提起されている[18]。

### 農林水産業

#### 参議院農林水産委員・委員長として
- 福井県沿岸で漁具に被害が相次いだ「急潮」（突発的な潮の流れ）に関し、漁業者の立場から政府の対応をただし、水産庁長官から、予測情報の提供や、丈夫な漁具導入の制度融資などに関する説明を引き出した[19]。
- 政府の食料安全保障政策を巡り、消費者の「国産国消」を促す。「自給率の点で優秀なコメを一層活用すべきなのに、消費量が落ちているからと供給を減らすだけでは、食料安保の推進とは言いがたい」とし、消費者への「国産国消」啓発も必要とただし、政府は国産増大と消費拡大に向けた考えを示した[20]。
- 参議院農林水産委員長として、農政の憲法と呼ばれる食料・農業・農村基本法の改正を担った（1999年の施行以来初）。同法に基づく基本計画策定にあたり「福井をはじめとする地方の生産現場の声を入れていく」と強調した[21]。

#### 自民党水産部会長として
- 自民党の水産部会長として、水産総合調査会の石破茂会長と連携し、デジタル技術を活用した水産業振興の提言を合同でまとめ、岸田文雄首相に申し入れた。「スマート水産業の萌芽（ほうが）はベンチャー企業などに既に見られる。各地に横展開し、女性や若者を引きつけられるようにすることが重要」と述べ、「スマート水産業を推進することで10年後には先進的な産業に昇華する」と将来像を示した[22]。
- 2023年8月の福島第一原発の処理水放出をめぐり始まった、中国による日本産水産物の輸入禁止措置を巡り、同9月の参議院の審査会にて「非科学的」と厳しく批判。政府に対し「単に『遺憾だ』と言うだけではなく、ＴＰＰ加盟について『非科学的な対応をする中国に資格はない』と言明すべきだ」と迫り、早期の輸入再開を求めた[23]。
- 2023年度の政府の水産事業者支援策（総額1,007億円）について、柔軟で迅速な活用を要望。「全国の漁業者がすぐに手続きが分かるよう、パンフレットなどを工夫してほしい」と、関係者に寄り添った対応を求めた[24]。

#### 地域社会の維持・地域経済の活性化
- 自民党の人口急減地域対策議員連盟（会長・森山裕幹事長）の事務局長を務め、希望する若者の過疎地での支援強化に取り組む。「特定地域づくり事業推進法案」の作成をリードし、2025年3月31日に成立。
- 「特定地域づくり事業協同組合」と呼ばれる、移住者の若者らを職員として雇用し、繁閑の時期が異なる職場に派遣する制度に関する改正となる。
- 農林水産業や観光業が閑散期となる冬季の派遣先の確保が難しく、要件緩和を求める声が上がっていた[25]が、市町村などに職員を派遣しやすくする要件緩和を実現。

### 財政・金融政策
- 日米の金融危機時の政策を分析し、著書を出版している。自身の研究について、米スタンフォード大アジア太平洋研究所で講演した。同研究所は滝波が財務省時代に客員研究員として派遣され、研究を始めた場所である[26]。
- 金融危機時に有効だった政策が、金融機関の救済として国民には不人気だった「資本注入」だったことを明らかにした。同大以外でも、2023年2月に米ハーバード大、７月には東京大学で講演を行っている[27]。

#### 地域金融機関の支援
- 地域金融機関を後押しする「地域金融議員連盟」を立ち上げ、事務局長を務めている。新型コロナウイルス禍の実質無利子・無担保融資（ゼロゼロ融資）で企業の倒産が抑えられたことから、地域金融機関の社会インフラとしての重要性を訴えている[28][29]。

#### 消費税増税
- 2014年4月に予定されていた消費税の8%への引き上げについて、「予定通りに引き上げるべき」と回答している[30]。
- 2019年10月に予定されている消費税の10%への引き上げについて「法律に従い、引き上げるべきだ」と回答している[31]。
- 消費税率の引き上げに賛成の理由について、日本は中福祉・低負担であることから、ある程度負担を増やす必要があると述べている[32]。

### その他
- 憲法9条を改正して自衛隊を他国同様「国防軍」にすべき[30]。
- 日本の核武装について、国際情勢によっては検討すべき[30]。
- 首相や閣僚の靖国神社参拝は問題ない[30]。
- 村山談話について、見直すべきではない[30]。
- 河野談話について、見直すべきではない[30]。
- 原発は日本に必要であるとし、海外輸出にも賛成[30]。
- 受動喫煙防止を目的に飲食店などの建物内を原則禁煙とする健康増進法改正に反対[33]。

## 北陸新幹線・中部縦貫自動車道

### 北陸新幹線敦賀以西延伸

#### 小浜・京都ルートの推進
- 北陸新幹線敦賀以西延伸については「小浜・京都ルート」[34]による早期整備を一貫して訴えている[35]。2024年3月の敦賀延伸時は、「着工に向けた団結と決意の日だ」と述べた[36]。
- 着工費の早期予算化を求めており「まずは夏の概算要求で事項要求を取ることだ。年末の政府予算編成で前年度を上回る事業費を獲得することが重要」と指摘（2024年6月与党整備委員会）[37]。なお、滝波は財務省主計局勤務経験がある。その後、自民党の渡海紀三朗政調会長は、８月末の概算要求において「（小浜・京都ルートで）事項要求を取る」と断言し、小浜・京都ルートの整備費を求める考えを示した[38]。

- 2025年現在も「夏の参院選後、すぐに政府予算の概算要求で昨夏と同様に（金額を示さない）事項要求[39]として計上するよう取り組まなければならない」と求めている[40]。

#### 福井県と関西圏との連携に関する発信
- 2024年夏に示された北陸新幹線敦賀以西の小浜・京都ルート３案のうち、京都駅の地下を南北に通るルートが最適との認識を示した。「南北案」の工期はおおむね25年で３案で最も短く、京都までが20年程度で先行開業が可能だと指摘し、京都の街中を主に北から南方面に向かう地下水の流れに与える影響も抑えられるとした[41]。
- 福井県と関西圏の経済界や言論界などの民間が連携して、理解を得ていく重要性を指摘する[42]。着工５条件を整えるにあたり京都側の理解を最重要視し、「京都の中にも経済界を中心に小浜・京都ルート支持派は多くいるので、福井県がしっかりと連携して官民連携で理解を広げていくことが鍵だろう」と語る[43]。
- 建設工事に伴う地下水への影響懸念（京都府などが指摘）を巡っては、「京都から『メリットがない』という声が上がり、北陸新幹線が迷惑施設のように思われていることは心外」「京都には既に地下鉄があり、地下に道路のバイパストンネルを通す計画もある」と指摘。「新幹線だけ別の扱いにならないよう理解してもらう必要がある」と強調した[44]。

#### 小浜先行開業案について
- 小浜先行開業案[45]について「（杉本達治福井県知事の提案は）大きな一石を投じたと評価している。いろいろな議論をしていくのは大事なことだ」としつつ、実現に向けては「敦賀―新大阪間を一括で認可した上で、小浜先行開業を進めていくことになるだろう」との考えを示した[46]。

#### 福井県内開業後について
- 敦賀駅東口のにぎわいづくりに向けた開発や駅東西のアクセス道路改善を訴えている[47]。

### 高速道路

#### 中部縦貫自動車道
- 中部縦貫自動車道の早期全線開通を訴えており、建設促進県協議会による国土交通省等への要望活動を支援している[48][49]。岸田文雄首相は福井市内での講演で、一部区間の開通時期を2024年度中に示すよう国土交通省に指示したと明らかにした[50]。
- 特に大野市街地から岐阜県境を結ぶ大野油坂道路（全長35キロ）の全線開通を求めており、鷲頭美央副知事や宮本俊県会議長、石山志保大野市長、水上実喜夫勝山市長、北川善一永平寺町副町長、議連の山岸猛夫会長らと連携している。2025年2月の要望時は高見康裕政務官より「年度内をめどに新たな開通時期を示せるよう工程の精査を進めていく」との方針を引き出した[51]。

#### 福井港丸岡インター連絡道
- 福井県坂井市の北陸自動車道丸岡インターチェンジと福井港、テクノポート福井を結ぶ延長20キロの地域高規格道路「福井港丸岡インター連絡道路」の早期整備を推進している。整備促進協議会の池田禎孝坂井市長、副会長代理の戸板進市会副議長と連携して国土交通省に対して要望書を提出した。滝波は同協議会の顧問を務めている[52]。

#### 国道８号線バイパス
- 国土交通省に対して「敦賀防災」（延長3.8キロ）と「大谷防災」（同5.1キロ）の早期整備などの要望を重ねている[53]。もともと当該区間（敦賀市田結―南越前町大谷の15.5キロ）は、急峻な地形で道路幅が狭く、急なカーブ、勾配が連続し、安全な交通に支障がある区間として指摘されており、豪雨災害での県内の南北分断が課題となっている[54]。

#### 国道365号栃ノ木峠道路
- 福井県南越前町と滋賀県長浜市を結ぶ県境の国道365号栃ノ木峠道路（延長約2.8キロ）の早期事業化について、福井県の杉本達治知事、南越前町の岩倉光弘町長、敦賀市の米澤光治市長らと連携して要望を重ねている。近年の豪雨・豪雪災害等での国道８号や北陸自動車道の代替路線として、その重要性が指摘されているが、難工事が想定されるために国の直轄権限代行による早期事業化を求めている[55][56]。

## 農林水産副大臣として
- 2024年11月に農林水産副大臣に就任。「福井の声をしっかりと聞いた上で農林水産地域が輝く計画に仕上げ、政権が進める地方創生につなげる」「（従事者の）所得向上と農林水産物価格上昇による好循環を実現する必要がある」とコメントしている[57][58]。
- 同国会に提出予定の法案４本のうち、特に食品（の生産コスト）の適正な価格転嫁を進めるための法律について「一番大きな論点になるだろう」と語り、副大臣として法案成立に尽力する考えを示した[59]。

### 令和の米騒動対策（政府備蓄米放出の対応）
- いわゆる『令和の米騒動』を巡り、生産者の立場に立った政策形成を訴える。「資材高、燃料高に苦しむ生産者にとっては米価がようやく一定の水準に戻った。食料流通システムの川上、川中、川下がそれぞれのコストに関して議論し、適正価格について合意形成していくきっかけをつくる法案にしていきたい」とコメントした[60]。
- 備蓄米の試食会を農林水産省内で開き、各年産でつくった古米のおにぎりを試食。「安かろう、まずかろうではない」と強調し、備蓄米はしっかり管理されている。今後は2022年産の放出も想定されるが、十分おいしいので安心して味わってほしい」と語った。[61]
- 岸田文雄元首相は、コメの価格高騰を「国民の大きな関心事。消費者と生産者の両方に寄り添って結論を出さないといけない」と指摘し、農林水産副大臣を務める滝波の手腕に期待すると述べた[62]。
- ＪＡ福井県中央会の宮田幸一会長らによる2025年産米の安定供給を求める緊急要請要請に対して「消費者も生産者も納得できる米価に落ち着かせていくため、閣僚会議などを通じて安定供給に向けての課題整理に取り組む」と理解を求めた[63]。

### 食料・農業・農村基本計画の改定
- 2024年５月に改正された食料・農業・農村基本法に基づき、新たな「食料・農業・農村基本計画」（中長期的な農政の方針を示す基本計画）を３月末までに閣議決定と表明[64]。

### 農林水産 地方創生センター（仮称）の全国展開（福井県等を選定見込み）
- 農林水産省内に「地方みらい共創研究会」を滝波が立ち上げ、座長として新たな計画策定に向けた実務的な役割を担った[65]。農林水産地域を「おいしく豊かで楽しい地方」と位置付けるなどした緊急提言を取りまとめた[66]。
- 2025年夏に、地方創生政策の5カ年戦略「地方みらい共創戦略」を取りまとめた[67]。石破茂政権の看板政策である「地方創生2.0」にて重視される「農林水産業を通じた活性化」に関連する。戦略に沿って「農林水産 地方創生センター」と呼ばれる官民連携の拠点が全国に設置される。第1号拠点として2025年夏に福井県が選定される見込みである[68]。
- 同戦略では、地方とスタートアップ企業などの連携を図る「スマート農業イノベーション推進会議」の創設、訪日外国人客を呼び込む「里業・食みらい共創地域（仮称）」の形成などにも取り組むとされる[69]。

### 山林火災への対応
- 2025年に発生した岩手県大船渡市での大規模山林火災を現地視察し、渕上清市長から林業と水産業の再生への支援を求める書を受け取った[70]
- 愛媛県今治市、西条市で2025年3月に発生した山林火災の被災現場を視察し「復旧を急ぎ、二次被害防止に取り組む」と述べた。[71]

### 水産業振興
- 2024年度「浜の活力再生プラン優良事例表彰」（水産庁主催）で、高浜町、若狭高浜漁業協同組合などでつくる「高浜地区地域水産業再生委員会」が最高賞の農林水産大臣賞を受賞。同漁協の大黒芳信組合長らに対して、賞状を手渡した[72]。

## 原子力政策

### 原子力発電所のリプレース推進
- 原発のリプレース（建て替え）を推進する「立地に寄り添うエネルギー政策推進議員連盟（旧：脱炭素社会実現と国力維持・向上のための最新型原子力リプレース推進議員連盟）」（稲田朋美会長）の事務局長を務め、首相官邸、経済産業省への決議提出を行っている[73]。
- 「再稼働や新増設の停滞で世界に誇る日本の原子力技術や人材が衰退の危機に直面している」とリプレースの必要性を指摘。「中国などは国内外で建設を進めており日本の優位性が失われていく」と語り、再生エネについて「太陽光や風力は気象条件に左右され、その変動をカバーする二重投資も含め高価で非効率」と指摘する[74]。
- 2024年自由民主党総裁選挙では、立候補者９人に対して原発政策に関するアンケートを実施した。高市早苗経済安全保障担当相と小林鷹之前経済安保相から、リプレースの実現や核燃料サイクルの堅持に積極的に取り組む考えを引き出す[75]など、国政中枢におけるリプレースの方向性定着を目指している。滝波自身は、「現在のエネルギー状況を分かったうえで政策を話しているのかどうかを問うべき」と主張している。なお、そのほかの候補者の回答は滝波のFacebookで公開している[76]。
- 2024年12月には、次期エネルギー基本計画に原発の「最大限活用」を明記し、現計画にある「可能な限り依存度を低減する」との文言を削除するよう求める決議をまとめた[77]。同12日に石破茂首相に決議を提出し、改定作業中の次期エネルギー基本計画に、原発立地地域に寄りそう政府の姿勢を明確に盛り込むよう求めた。石破氏は「決議内容を踏まえ、年内に案を示したい」と述べた。同11日には武藤容治経済産業相にも決議を提出した[78][79]。
- 原子力発電に関連して、生成人工知能（ＡＩ）の普及で拡大する電力需要を再生可能エネルギーで効率的に賄う「ワット・ビット連携」の重要性を指摘し、推進に向け研究する方針を示した[80]。

### 核燃料サイクル政策
- 核燃料サイクル政策に関し、参議院予算委員会にて、最終処分地選定を進める上でも堅持することが必要だと指摘。岸田文雄首相に対して、「立地がリスクを負って電力を供給してきたことを認識し、自分ごととして考えていただきたい。皆が原子力由来の電力を消費してきた」と訴え、原発立地地域に寄り添う姿勢が重要と強調した[81]。

### 原発事故時の避難道路の整備
- 石破茂首相への決議提出をめぐり「福井県内の状況について避難道の必要性に加え、立地地域における北陸新幹線小浜・京都ルートの重要性についてもしっかりと理解してもらった」と述べた。滝波の地元である福井県は日本有数の原発立地県であり、全国一の原子力発電電力量（全国の原発出力の1/4）を誇るエネルギー供給県である[82]。
- 2024年末に示された次期エネルギー基本計画案を巡り、嶺南振興・国土強靭化の立場から「立地地域に寄りそう政策の推進はもう一段上を目指す必要がある」とコメント[83]。原子力防災の観点から、避難道の整備、北陸新幹線の敦賀以西への延伸（小浜・京都ルート）も推進している。
- 「原発事故時の避難道路」の整備を提唱しており、2025年2月9日、福井県美浜町と滋賀県高島市を結ぶ避難道路の整備を検討する方針を経済産業省などが固めたと報じられた[84]。整備地域（美浜町新庄）は関西電力美浜原発から30キロ圏内（UPZ）に入り、周辺住民は原発事故で広域避難が必要となった場合、避難経路が1本に限られていた（美浜原発方向に北進し国道27号に入る経路）が、原子力防災や観光振興に資すると期待される[85]。

### 原発攻撃に備えた迎撃態勢の構築推進
- 福井県や嶺南市町による要望支援の一環で、原発が武力攻撃された場合の自衛隊の迎撃態勢に万全を期すことなどを要望している。これに対し木原稔防衛相は、「（嶺南は）防衛省、政府として絶対に守らないといけない地域なので、安全安心を万全にするために知恵を出していく」と述べた[86]。

## 福祉政策

### デフリンピック東京大会の開催推進
- 2025年デフリンピック東京大会推進議連（会長：遠藤利明自民党元総務会長）の事務局長として、大会を運営する全日本ろうあ連盟や東京都との連携を担っている[87]。大会成功に向け、関係省庁に対して一層の財政的支援を求めている。競技力向上や練習、試合環境の整備、大会中のテレビ放映を求める意見を議連として後押しする意向を表明[88][89]。

### 障がい者のコミュニケーション円滑化の推進
- 「全ての障がい者が社会の構成員である」との信念のもと、障がい者のコミュニケーション充実化に取り組んでいる。超党派議員連盟の事務局長を務め、「障害者情報アクセシビリティ・コミュニケーション施策推進法」の成立をリードし、障がい者があらゆる分野の活動に参加できるよう、情報利用のバリアフリー化を推進している[90]。同法は、障がい者が生活や災害時に必要な情報を健常者と同じように得られるよう支援し、格差解消を目指すもの[91]。
- 「健常者もけがや加齢で体が不自由になることもある。障害者に優しい社会は、健常者も生きやすい社会になる」とし、機器の製品化など具体的な動きにつなげるよう政府に要求している[92][93]。

### 児童虐待の防止に向けて
- 自民党女性局が、2010年度から児童虐待防止に関する取り組みを活動の柱の一つとしており、卯目ひろみ女性局長（あわら市議）や青年局員と連携してパンフレット配布等の啓発活動を行っている[94]。

## 拉致問題、外交・安全保障（台湾外交）

### 拉致問題
- 参議院拉致問題特別委員会の理事を務める。
- 全被害者の帰国を訴えている。「拉致被害者５人の帰国から20年以上たつ。問題を風化させず、一日も早く解決させなければならない」と強調している[95][96]。
- 参院拉致問題特別委員会にて、長期化する拉致問題について「拉致被害者や家族が高齢化している。一刻の猶予もない現状をどう受け止めているか」と松野博一官房長官兼拉致問題担当相をただした[97]。
- 1977年に横田めぐみさんが拉致されてから45年となる2022年11月14日に、拉致現場（新潟県新潟市）に実地調査に赴いている[98]。
- 2023年5月29日に福井県小浜市の拉致現場を視察し、北朝鮮による拉致被害者の地村保志さんらと懇談した。地村保志さん、富貴恵さん夫妻が拉致された同市の小浜公園展望台を視察。同委の小浜市訪問は2013年以来で、展望台の視察は初めて[99]。
- 拉致の可能性が否定できない特定失踪者について滝波氏は「充実した捜査が新証拠発見や、拉致被害者認定につながる」と指摘している[100]。

### 外交・安全保障

#### 台湾外交の担い手
- 自民党若手議員の日台交流の中心人物であり、超党派の議員連盟「日華議員懇談会」（古屋圭司会長）の事務局次長を務めており、度々訪台している。
- 2023年10月7～10日の訪台時は、当時の蔡英文総統との会談に加え、与党・民主進歩党（民進党）の総統候補である頼清徳副総統、最大野党の国民党や第3党・台湾民衆党の関係者とも面会した。「各党の関係者と公平に協議し理解を深めたい」と話し、新政権と継続した協力関係を維持できるよう備える役割を担った[101]。
- 2024年1月の台湾総統選に向けて台湾の与野党幹部と自民党幹部が相次いで会談した際には、「各候補の日本へのアプローチは台湾が日本を重要視しているあらわれだ」と分析した[102]。

#### 処理水の海洋放出による風評問題対策
- 東京電力福島第１原発の処理水海洋放出での風評被害の払拭にも注力しており、訪台のテーマと位置付けた。中国の台湾産パイナップル禁輸措置での日本の対応へのお返しに「今こそ日本の水産物を台湾の人に消費してもらえるよう呼びかけたい」と語った[103]。
- 台湾有事の際の中国からの邦人退避計画について検討するよう、政府に働きかけている。「台湾有事では数十万人が中国共産党の指示で人質にされる可能性がある」と指摘した（参議院特別委員会）。2022年夏に「日華議員懇談会」として蔡英文総統と台湾で会談した際、邦人退避計画の策定の協議が必要だとの認識で一致していた[104]。

#### 戸籍の「台湾」表記を可能に
- 日華議員懇談会内の戸籍PT座長として戸籍法施行規則改正に取り組み、戸籍の「国籍」欄が「国籍・地域」欄に変更され、同欄に「台湾」と記載できるようになった。それまで台湾出身者が日本人と結婚し、配偶者の日本人の戸籍に記載される場合に、国籍が「中国」と表記されていた。台湾出身の妻を持つ滝波が2022年より働きかけを続けていた[105][106]。改正後、日本李登輝友の会の会長である渡辺利夫より感謝のメッセージが送られている。

#### 日印交流の推進
- シビ・ジョージ駐日インド大使と国会内で面会し、インドに福井県内の企業が進出していることや、インド人の特定技能実習生が県内の介護現場などで活躍していることを紹介。「日本とインドは緊密に連携して世界的な課題に対処してきた」と強調し、今後のさらなる交流拡大で一致した[107]。

## 憲法改正

### 「憲法改正を速やかに実現する中堅・若手の会」
- 自民党の「憲法改正を速やかに実現する中堅・若手の会」（石川昭政、和田政宗共同代表）の発起人であり、事務局長を務めている[108][109][110]。就任にあたり「現在の総裁任期中に改憲したいと明言した首相の決意を中堅・若手が声をあげて支えていく」と話した。なお、初会合にジャーナリストで保守層に影響力をもつ桜井よしこ氏を講師に招いた（2023年12月14日）。
- 安倍晋三元首相がライフワークと位置づけてきた憲法改正を推進する立場に立ち、「戦後80年が近づく中、（憲法を）一文字も変えていないのは国としての柔軟性を損ねている」と述べている[111]。
- 岸田文雄首相（自民党総裁）に早期改憲を求める決議を提出した（2024年６月17日）[112][113]。「台湾有事、首都直下地震、地域間格差、教育格差に対応するため一刻も早く発議してほしいというのが我々の総意だ」と強調した[114][115]。

### 自衛隊・緊急事態条項、参議院の合区解消
- 自衛隊に関して、「我が国の存立に欠かせない組であり、その存在が違憲であるという疑義が生じてしまう憲法はおかしい。中国の覇権的台頭は日本の大きな問題であり、自衛隊明記は大きな抑止力になる」と指摘している[116]。
- 緊急事態条項の重要性を指摘し、「改憲素案には書いていないが、地方自治体の専決処分のような緊急財政支出が必要と考える。また参院選の『合区』解消も、人口の少ない地域の声を届けるためには欠かせない」とインタビューで述べている[117]。

### 「一票の格差」問題
- 「憲法改正を速やかに実現する中堅・若手の会」においても、１票の格差の問題への対応を訴えている。なお、滝波の選挙区である福井県は2022年７月の参院選で、選挙区の議員１人当たりの有権者数が最少だった。これに対して最高裁は、最多の神奈川県との間で3．03倍の格差が生じている状況について2023年10月に合憲と判断した[118]。
- 参議院９会派のうち自民党の代表として発言した際は、「人口だけを民主主義を測る道具として区割り変更を続ければ、人口の少ない地方の声は国政に届かない」と述べ、隣接県を一つの選挙区にする「合区」解消の必要性を訴えた（参議院 選挙制度に関する専門委員会）[119]。合区対象の４県では投票率が低下し、住民の政治参加意欲が減退していると指摘し、「憲法を改正し、各都道府県単位と全国比例という選挙制度を確定する必要がある」と述べている[120]。

## 人物
- 妻は台湾出身で、アメリカ合衆国留学中の同級生だった[121] 。結婚後は日本に帰化し、金融庁に勤務していた[122]。退官後、地元福井で暮らしている。
- 応援ソングがある[123]。
- 滝波の半生をつづった漫画がある[124]

## 略歴
- 1971年10月20日 - 福井県にて出生
- 1984年3月 - 福井県大野市立下庄小学校卒業
- 1987年3月 - 福井県大野市立陽明中学校卒業
- 1990年3月 - 福井県立大野高等学校卒業
- 1994年
  - 3月 - 東京大学法学部卒業[125]
  - 4月 - 大蔵省に入省。配属先は大臣官房秘書課[1]
- 1995年5月 - 大臣官房秘書課調査係長心得[1]
- 1998年
  - 6月 - シカゴ大学大学院公共政策学科修了
  - 7月 - 関税局国際機関課総括係長[1]
- 2000年7月- 法務省刑事局付（国際経済犯罪担当）
- 2002年7月 - 内閣参事官補佐（内政総括担当）
- 2005年
  - 1月 - 米国公認会計士（US CPA）試験合格
  - 7月 - 財務省主計局総務課長補佐（歳入・国債係主査）
- 2006年7月 - 主計局主計官補佐（厚生労働第五係主査）
- 2008年7月 - 大臣官房秘書課人事企画室長・秘書課首席監察官
- 2009年7月 - スタンフォード大学客員研究員
- 2011年7月 - 大臣官房文書課広報室長
- 2012年8月 - 大臣官房信用機構課機構業務室長
  - 12月 - 退官[125]
- 2013年7月21日 - 第23回参議院議員通常選挙に自由民主党公認で福井県選挙区から出馬し、過去最高の得票率70.59％で初当選[126]。
- 2013年 - 自民党 青年局次長、与党 整備新幹線建設推進PT委員、
- 2014年 - 自民党 国際局次長、参議院 経済産業委員会 理事、参議院 復興・原子力特委 理事
- 2015年 - 自民党 経産 ／ 財金 ／ 環境 副部会長、与党 北陸新幹線 敦賀・大阪委 事務局長
- 2016年 - 参議院 東日本大震災復興及び原子力問題特別委員会 理事、自民党 青年局長代理、自民党 経産部会長代理
- 2017年 - 参議院自民党 政審副会長、自民党 国交副部会長、参議院 経済産業委員会 筆頭理事
- 2018年10月4日 - 第4次安倍改造内閣で経済産業政務官に就任[127]。
- 2019年7月21日 - 第25回参議院議員通常選挙に自由民主党公認で福井県選挙区から出馬し、再選。参院自民党 国対副委員長 参議院 東日本大震災復興特別委員会　理事
- 2020年 - 参議院 資源エネルギー調査会 筆頭理事、参議院 予算委員会 理事
- 2021年 - 総務委員会 筆頭理事、自民党 税制調査会 幹事、自民党 原子力規制特委 幹事長、自民党 総合農林政策調査会 幹事
- 2021年7月 -  早稲田大学大学院アジア太平洋研究科より博士号取得[8]
- 2022年 -参議院 北朝鮮による拉致問題等に関する特別委員会 筆頭理事、決算委員会　理事
- 2022年8月- 自民党 水産部会長
- 2023年-自民党 金融調査会 事務局長
- 2023年10月 - 参議院農林水産委員長
- 2024年-自民党 科学技術・イノベーション戦略調査会 事務局長
- 2024年11月 - 農林水産副大臣
- 2025年7月20日 - 第27回参議院議員通常選挙に自由民主党公認で福井県選挙区から出馬し、再選。

## 所属団体・議員連盟

### 幹事長
- 恐竜学研究環境整備促進議員連盟[128][129]

### 幹事長補佐
- 障害児者の情報コミュニケーション推進に関する議員連盟[130]

### 事務局長
- 立地に寄り添うエネルギー政策推進議員連盟 [131][132]

- 憲法改正を速やかに実現する中堅・若手の会 [133]
- 日本・スロベニア友好議員連盟 [134]
- 2025年デフリンピック東京大会推進議員連盟 [135]
- 「あなたの街にも国宝を」議員連盟[136]

- 地域金融議員連盟[137]
- 森林整備・治山事業促進議員連盟
- 人口急減地域対策議員連盟

### 事務局次長
- 日華議員懇談会
- 蕎麦振興議員連盟
- 創生「日本」
- 森林を活かす都市の木造化推進議員連盟

### 会員
- 郵便局の新たな利活用を推進する議員連盟
- 神道政治連盟国会議員懇談会
- 北朝鮮に拉致された日本人を早期に救出するために行動する議員連盟
- 文化芸術懇話会[138]
- 整備新幹線建設促進議員連盟
- 人口減少・地方創生議員連盟
- 自由民主党・電力安定供給推進議員連盟
- ふるさと納税制度の拡充を目指す議員の会
- 自民党たばこ議員連盟[139]
- 対中政策に関する国会議員連盟
- 人権外交を超党派で考える議員連盟 [140]

## 支援団体
- 全国たばこ販売政治連盟（組織推薦候補者）[139]
- 神道政治連盟[141]

## 著書
『日米金融危機の政治経済学: 平成金融危機&リーマン・ショック 7つの教訓』、中央経済社、2022年9月、ISBN 4502434213、ISBN 978-4502434211

### 寄稿
- 自民党国家戦略本部 編『日本未来図2030』、日経BP社、2014年12月、ISBN 4822225194

## 選挙歴
| 当落 | 選挙                     | 執行日         | 年齢 | 選挙区       | 政党       | 得票数     | 得票率 | 定数 | 得票順位 /候補者数 | 政党内比例順位 /政党当選者数 |
| ---- | ------------------------ | -------------- | ---- | ------------ | ---------- | ---------- | ------ | ---- | ------------------ | ---------------------------- |
| 当   | 第23回参議院議員通常選挙 | 2013年07月21日 | 41   | 福井県選挙区 | 自由民主党 | 23万7732票 | 70.59% | 1    | 1/4                | /                            |
| 当   | 第25回参議院議員通常選挙 | 2019年07月21日 | 47   | 福井県選挙区 | 自由民主党 | 19万5515票 | 66.14% | 1    | 1/3                | /                            |
| 当   | 第27回参議院議員通常選挙 | 2025年07月20日 | 53   | 福井県選挙区 | 自由民主党 | 14万6420票 | 39.98% | 1    | 1/7                | /                            |